# Vesna Denčić
Vesna Denčić (Beograd, 30. novembar 1963 — Beograd, 17. decembar 2020) bila je srpska književnica, aforističarka i glavna urednica elektronskog časopisa za satiru „Etna”. Generalni sekretar Balkanskog književnog glasnika od 2009. do 2011. Diplomirala je novinarstvo na Fakultetu političkih nauka u Beogradu. Pisala je aforizme, poeziju, haiku, prozu, književne prikaze, recenzije, komentare i drugo.

## Objavljeni radovi
- U društvu se ne šapuće, Paun - Požega (1987), aforizmi;
- Svet ne može propasti bez nas, Rad - Beograd (1996), aforizmi;
- Put do pakla, Pozitiv - Beograd (2001), aforizmi;
- Inverzije, Alma - Beograd (2003), kratke priče;
- Horizonti, Beofeniks - Beograd (2006), kratka proza (dvojezično);
- Inverzije, Alma - Beograd (2007), kratke priče (sažeto izdanje);
- Stradanje u ciklusima, Beofeniks - Beograd (2007), aforizmi;
- Plavi pogled, Bogojevićeva izdanja - Valjevo (2008), haiku;
- Podijum / Podium, Alma - Beograd (2008), poezija (dvojezično);
- Kraljica senki, Alma - Beograd (2011), poezija;
- Identitet, Beograd (2017), minijature;
- Slike umnoženog značenja, Alma - Beograd (2018), osvrti, recenzije, prikazi;
- Priče (izbor), Alma - Beograd (2018), kratke priče.

## Priređeni radovi
- Iz dnevnika budućeg ludaka, Radeta Petkovića, Alma - Beograd (2003), izbor iz zaostavštine;
- Stradija danas, (koautor Vladimir Jovićević Jov) Jov - Beograd (2003), panorama - aforizmi i eseji;
- Satirične priče 2003, (koautor Đorđe Otašević) Alma - Beograd (2004), panorama - kratke priče;
- Satirične priče 2008, Alma - Beograd (2009), panorama - kratke priče;
- Dnevnik nepristajanja, Alma - Beograd (2009), panorama - aforizmi;
- Satirične priče 2009, Alma - Beograd (2010), panorama - kratke priče;
- Satirične priče 2010, Alma - Beograd (2011), panorama - kratke priče;
- Satirične priče 2011, Binder - Beograd (2012), panorama - kratke priče;
- Satira fest 2014-2017, Alma - Beograd (2017), zbornik aforizama.

## Multimedija
- CD Smeh do bola - Beograd (2003), kompilacija;
- CD Smeh do bola 2 - Beograd (2005), kompilacija.

## Nagrade
- Radoje Domanović (2000)
- Satira fest (2003)
- Godišnje priznanje „Nosorog I reda“ (2003)
- Đorđe Fišer (2004)
- Dragiša Kašiković (2005)
- Specijalna povelja za kratku priču časopisa AKT (2005)
- Specijalna povelja za poeziju „Leopolda Stafa“ (Poljska) (2005)
- Žikišon (2005)
- Milivoje Ilić (2006)
- Zlatna značka Kulturno-prosvetne zajednice Srbije (2007)
- III nagrada za najkraću priču časopisa AKT (2007)
- Nominovana za nagradu Poet of the Year 2007 (USA, Nevada)
- Nagrada za haiku (Bugarska) (2007),
- Nagrada za duhovnu poeziju (2007),
- Posebna plaketa Satira festa (2011),
- Nagrada za najbolju pesmu Satira festa (2012),
- Nadži Naman (Naji Naaman) - (Liban - 2013),
- Za aforizam godine - Večernje novosti (2013),
- Torino in sintezi (Italija - 2016).

## Ostalo
Zastupljena je u više od 50 antologija i zbornika kratkih priča, aforizama i pesama. Prevođena je na poljski, nemački, ruski, bugarski, engleski, francuski i druge jezike. Saradnik je mnogih časopisa i novina. Član je Udruženja književnika Srbije. Bila je saradnik na izradi „Rečnika novih i nezabeleženih reči“. Pet godina je bila urednik u izdavačkoj kući „Alma“. Osnivač je i glavni i odgovorni urednik Prvog elektronskog časopisa za satiru ETNA, Urednik u izdavačkoj kući Binder.